# Gribov
Gribov (in ungherese Kisgombás) è un comune della Slovacchia facente parte del distretto di Stropkov, nella regione di Prešov.